# Rita Viegas
Rita Viegas (Lisboa, 17 de Maio de 1979[carece de fontes?]) é uma actriz portuguesa, célebre por participar na segunda edição da série televisiva Morangos com Açúcar, que alcançou grande sucesso entre o público juvenil do país.

## Biografia
Iniciou a sua "carreira artística" os 4 anos de idade, no antigo cinema de Oeiras, agora, Auditório Eunice Muñoz, em Oeiras. Esteve no Ballet clássico durante 10 anos, onde passou pela Escola De Bailado Ana Majericão. Juntamente com a Associação de Guias de Portugal, onde esteve durante 8 anos, com o Teatro Independente de Oeiras, e com alguns projectos escolares, iniciou-se no teatro amador. Em 1997, juntou-se, como vocalista, a uma banda que se dedicou à composição de originais de rock acústico em português. Nesse período a banda participou em festivais de música portuguesa, de muitas cidades, concelhos, e freguesias de Portugal, bem como em programas televisivos, como "Os Reis do Estúdio", “Santa Casa", e "Passeio dos Alegres" até 2003. Em 1998 era vocalista, de uma banda de Jazz alternativo. Rita Viegas tem tido uma carreira não só na música e na representação, mas também na fotografia, área na qual tirou um curso.[carece de fontes?] Rita Viegas tem também uma banda chamada Chronicle News onde é a vocalista.

## Carreira

### Televisão
- 2006 - Elenco principal, "Marta", Jura (Telenovela), TGSA - SIC[2]
- 2006 - Participação especial, "Dália", Floribella, TGSA - SIC
- 2005 - Elenco principal, "Vitalina Antunes" (Vicky), Morangos com Açúcar, NBP - TVI[1]
- 2003 - Fez parte dos 16 finalistas da Operação Triunfo 1, GESTMUSIC - RTP

### Teatro
- 2010 - Teatro Musical Infantil - "Com Peso e Medida" de Rosa Lobato Faria, com apersonagem Ritinha, com encenação de Nuno Ramos Vieira e ao lado de Vânia Oliveira, João Frizza e Félix Fontoura.
- 2007 - Teatro musical - Musical “Footloose”, de Josef Weinberber, com a personagem Wendy Jo, adaptação para teatro de Dean Pitchford e Walter Bobbie, versão portuguesa de Catarina Barrosa, Ernesto Coelho, Liliana Moreira e Rui Silva, encenação de Rui Silva, coreografia de Joana Quelhas
- 2007 - Teatro musical - Comédia musical, "Marquês de Pombal vs Pulgas", com a personagem D. Maria Pia, entre outros, texto de Moita Flores, Música de Rui Veloso e João Gil, encenação de Carlos D’Almeida Ribeiro, direcção musical de Jorge Vadio, coreografia de Pedro Ramos, no Teatro Independente de Oeiras (T.I.O.).
- 2005 - Musical "A Canção de Lisboa" de Filipe Lá féria, onde integrava o grupo das costureiras do Sr. Caetano e uma das melhores amigas de Beatriz Costa

### Publicidade
- 2010 - Santander Totta - "Solid As A Rock" com Rui Drumond.
- 2012 - Spot OLX Carrinho de bebé e Spot OLX máquina de café.